# سافت‌دیسک
سافت دیسک (انگلیسی: Softdisk) شرکت فناوری اطلاعات آمریکایی است، که در سال ۱۹۸۱ تأسیس شد.